# ماركوس بارانا
ماركوس بارانا هو لاعب كرة قدم برازيلي في مركز الوسط، ولد في 4 يوليو 1986 في São Jorge d'Oeste ‏ في البرازيل. لعب مع نادي بارانا ونادي برازيل دي بيلوتاس ونادي جوفنتودي ونادي سيارا ونادي غواراني ونادي فيرانوبوليس ونادي كريسيوما.

## وصلات خارجية
- ماركوس بارانا على موقع قاعدة بيانات كرة القدم.إي يو (الإنجليزية)
- ماركوس بارانا على موقع Soccerway.com (الإنجليزية)